# Nanoviridae
Nanoviridae es una familia de virus que infectan plantas perteneciente al Grupo II de la Clasificación de Baltimore. Incluye 2 géneros y 13 especies. Las enfermedades asociadas con esta familia incluyen retraso en el crecimiento de la planta infectada. Su nombre se deriva de la palabra griega "nano", que significa enano, debido a su pequeño genoma y también al efecto de retraso en el crecimiento de las plantas infectadas.

## Géneros
Se han descrito los siguientes géneros:
- Nanovirus
- Babuvirus

## Descripción
Los virus de la familia Nanoviridae tienen cápsides con geometrías icosaédricas y redondas, y simetría T = 1. El diámetro ronda los 17-18 nm. No poseen envoltura vírica. Los virus de esta familia son los virus de ADN más pequeños y a su vez tienen el récord de ser los virus más pequeños conocidos.
El genoma es circular y de ADN monocatenario que está compuesto por múltiples segmentos, cada uno de ~ 1 kilobase de longitud (aproximadamente 81 kb de longitud total). Existen entre 6 y 11 segmentos circulares según el género. Cada uno de los segmentos codifica una única proteína denominada Rep que permite una replicación en círculo rodante. Existe una supuesta estructura de tallo bucle en la región no codificante de cada segmento que tiene una secuencia de 9 nucleótidos conservada en su vértice.
Cada miembro tiene hasta 4 segmentos que codifican proteínas de replicación de ~ 33 kiloDaltons (kDa). Los otros segmentos codifican productos de 10-20 kDa de tamaño e incluyen una proteína de cubierta de ~ 19 kDa y una proteína con un motivo de unión al retinoblastoma.
La replicación viral se produce en el núcleo. La entrada en la célula huésped se logra mediante la penetración en la célula huésped. La replicación sigue el modelo de círculo rodante ssADN. Después de la infección de una célula huésped, las pequeñas moléculas de ADN actúan como iniciadores. Se unen a las regiones complementarias y ayudan a la iniciación de la síntesis de ADN utilizando las polimerasas del huésped. Al término de la síntesis, habrá una cadena bicatenaria intermedia que se transcribe unidireccionalmente. La mayoría de las partículas individuales de nanovirus solo codifican una única proteína. La transcripción con plantilla de ADN monocatenario es el método de transcripción. El virus sale de la célula huésped por exportación de poros nucleares y movimiento viral guiado por túbulos. Las plantas sirven como hospedadores naturales. Los nanovirus se transmite a través de insectos vectores como pulgones.